# Lijst van burgemeesters van Menterwolde
Dit is een lijst van burgemeesters van de voormalige Nederlandse gemeente Menterwolde in de provincie Groningen.
De gemeente Menterwolde ontstond op 1 januari 1990 door samenvoeging van de gemeenten Oosterbroek, Muntendam en Meeden. De nieuwe gemeente droeg aanvankelijk de naam Oosterbroek. Een jaar later koos de gemeenteraad voor de naam Menterwolde. De gemeente Menterwolde ging op 1 januari 2018 op in de gemeente Midden-Groningen.
| Ambtsperiode | Naam burgemeester  | Partij of stroming | Bijzonderheden                                                              |
| ------------ | ------------------ | ------------------ | --------------------------------------------------------------------------- |
| 1990 - 1996  | Ger Hut            | PvdA               | was burgemeester van de opgeheven gemeente Meeden                           |
| 1997 - 2003  | Meia Lantinga      | PvdA               | was burgemeester van Smilde                                                 |
| 2003 - 2004  | Lo van Kats        | PvdA               | waarnemend burgemeester, oud-griffier der staten van de provincie Groningen |
| 2004 - 2005  | Fijke Liemburg     | PvdA               | oud-wethouder van Haren                                                     |
| 2005 - 2007  | Meindert Schollema | PvdA               | waarnemend burgemeester, tevens burgemeester van Pekela                     |
| 2007 - 2015  | Eduard van Zuijlen | GroenLinks         | was lid van provinciale staten van Groningen                                |
| 2015 - 2017  | Rein Munniksma     | PvdA               | waarnemend; eerder burgemeester van Aa en Hunze en Anloo                    |